# Иозефовка
Иозефовка (Йозефовка) — деревня в  Смоленской области России,  в Хиславичском районе. Расположена в юго-западной  части области  в 11 км к югу  от Хиславичей, в 12 км к востоку от границы с Беларусью.
Население — 269 жителей (2024 год). Входит в Городищенское сельское поселение.Один из двух населённых пунктов в России, название которых начинается на букву «Й» (другим является город Йошкар-Ола).